# Iona College
Iona College est une université affiliée à la congrégation des Frères chrétiens à Nouvelle-Rochelle, dans l'État de New York.
Fondée en 1940, ses équipes sportives sont les Iona Gaels.